# Josef Zimmermann (Fußballspieler)
Josef Zimmermann (Lebensdaten unbekannt) war ein deutscher Fußballspieler.

## Karriere
Zimmermann gehörte Holstein Kiel als Abwehrspieler an, für den er von 1928 bis 1931 in den vom Norddeutschen Fußball-Verband organisierten Meisterschaften, zu Beginn in der Runde der Zehn und ab der Saison 1929/30 in der Oberliga Schleswig-Holstein, Punktspiele bestritt. Aufgrund der regionalen Erfolge – zweimal Zweitplatzierter der Finalrunde im Rahmen der Norddeutschen Meisterschaft und einmal als Norddeutscher Meister – nahm er mit der Mannschaft auch an den jeweiligen Endrunden um die Deutsche Meisterschaft teil. Sein erstes von sechs Endrundenspielen bestritt er am 16. Juni 1926 in Hamburg bei der 1:6-Achtelfinalniederlage gegen den 1. FC Nürnberg. In der Spielzeit 1929/30 drang er mit seiner Mannschaft bis ins Finale vor, das jedoch am 22. Juni im Düsseldorfer Rheinstadion mit 4:5 gegen Hertha BSC verloren wurde. Sein letztes Endrundenspiel endete am 10. Mai 1931 im heimischen Stadion beim 3:2-Sieg über den SV Prussia-Samland Königsberg.

## Erfolge
- Zweiter der Deutschen Meisterschaft 1930
- Norddeutscher Meister 1930
- Schleswig-Holsteinischer Meister 1930, 1931